# Matteo Fiorini
Matteo Fiorini (ur. 10 lutego 1978) – sanmaryński polityk, deputowany do parlamentu od 2008. Kapitan regent San Marino od 1 października 2011 do 1 kwietnia 2012 i ponownie od 1 października 2017 do 1 kwietnia 2018.

## Życiorys
Matteo Fiorini urodził się w 1978. Ukończył inżynierię budowlaną na Uniwersytecie Bolońskim. Po studiach pracował jako menedżer w dyrekcji generalnej Grupy SIT, producenta opakowań.
W 2008 został wybrany deputowanym do Wielkiej Rady Generalnej z ramienia Sojuszu Powszechnego (AP). Wszedł w skład Stałej Komisji Spraw Zagranicznych.
15 września 2011 został wybrany przez Wielką Radę Generalną na stanowisko kapitana regenta. Urząd objął 1 października 2011, razem z Gabrielem Gattim, na półroczną kadencję.